# Apogon sealei
 Apogon sealei és una espècie de peix de la família dels apogònids i de l'ordre dels perciformes.

## Morfologia
Els mascles poden assolir els 10 cm de longitud total.

## Distribució geogràfica
Es troba des de Malàisia fins a Salomó, sud del Japó, nord-oest d'Austràlia i Palau (Micronèsia).